# Marselisborg Seminarium
Marselisborg Seminarium var et dansk lærerseminarium i Aarhus i årene 1952-1990. Seminariet gik også under navnet Århus Aftenseminarium og havde til huse i lejede lokaler på N.J. Fjordsgades Skole frem til 1961, hvor seminariet fik sin egen nybygning ved Dalgas Avenue i samme kvarter.
En af de kendte lærere på seminariet i 1950'erne var den senere professor Johannes Sløk (1916–2001). Biskop Jan Lindhardt var timelærer 1969-70.
Seminariet havde ry for at være progressivt, især inden for musiske fag. Det blev i 1990 sammenlagt med Århus Seminarium (der var startet som Aarhus Kvindeseminarium) på sidstnævntes adresse, Trøjborgvej 82.

## Rektorer
- 1953–1978 Asmind Gravgaard (*1908)
- 1978-1985 Henrik Hagemann
- 1985-1989 Per Frimer-Larsen (*1940), dernæst for Århus Seminarium

## Kendte dimittender
- 1961 Egon Rasmussen (1931-2003), forstander på Jaruplund Højskole
- 1963 Hans Hansen (*1939), forfatter
- 1969 Flemming Knudsen (*1946), borgmester og rådmand i Århus (A)
- 1970 Jesper Juul (*1948), forfatter og familieterapeut
- 1976 Gert Broge, sløjdhøjskoleforstander i Esbjerg
- 1979 Bent Jensen (*1954), musikterapeut
- 1984 Michael Dyrby